# Amphorocalyx albus
Amphorocalyx albus là một loài thực vật có hoa trong họ Mua. Loài này được Jum. & H. Perrier mô tả khoa học đầu tiên năm 1911.